# 우주비행 (힙합 크루)
우주비행(영어: WYBH)은 대한민국의 래퍼이자 프로듀서인 기리보이가 이끌고 있는 힙합 크루이다. 주로 래퍼와 프로듀서, DJ 등으로 구성되어있다.

## 소속 멤버
- 기리보이 (리더, 프로듀서, 디제이, 싱어, 래퍼)
- 최엘비
- 키드밀리
- 오르내림
- 한요한
- 노엘
- 김승민
- 죠지
- 아프로
- DJ SQ
- 코스믹보이 (프로듀서)
- 피셔맨
- 저스틴
- 디노프
- 하야케
- 제이워크
- 코아화이트
- 코커
- 짱유
- 호치키스
- 릴타치
- 채히
- 빅나티

## 단체 곡 / 단체 앨범
- 동서남북 코스믹보이, 최엘비, 오르내림, 키드밀리, 기리보이, 김승민, 한요한 우주비행 멤버 7명이 참여한 곡이다. 음원에는 없지만 라이브로 할땐 김승민도 함께 한다.

- 멋 kgvovc의 단체곡으로 기리보이, 키드밀리, 김승민, 최엘비, 오르내림이 참여한 곡이다.

- vv 기리보이, 최엘비, 오르내림, 코아화이트가 함께한 곡이다.

- vv2 기리보이, 키드밀리, 최엘비, 김승민, 하야케, 코아화이트가 함께한 곡이다.

- 범퍼카 우주비행 멤버중 기리보이, 한요한, 김승민, 노엘이 함께한 곡이다.

- 농밀 기리보이, 오르내림, 최엘비, 한요한, 피셔맨이 함께한 곡이다. 매드클라운도 참여했다.

- 아이엠쏘리 한요한, 최엘비, 기리보이, 코스믹보이가 함께한 곡이다. 씨잼도 참여했다.

- 초능력 오르내림, 기리보이, 최엘비, 김승민이 참여한 곡

- 벽 기리보이, 김승민, 오르내림, 하야케, 노엘, 코아화이트가 참여한 곡.

- WYBH Vol.1 2016년에 발매된 우주비행의 첫 단체 앨범이다.모두 8트랙이며 instrumental로만 이루어져 있다.

- KGVOVC from WYBH 2019년 1월 24일에 발매한 단체앨범이다.